# Türkheim
Türkheim è un comune tedesco di 6 645 abitanti, situato nel land della Baviera.